# Karangtalun (Cilacap Utara)
Karangtalun is een bestuurslaag in het regentschap Cilacap van de provincie Midden-Java, Indonesië. Karangtalun telt 10.612 inwoners (volkstelling 2010).